# 王璡
王 璡（おう しん、生年不詳 - 宣徳元年3月1日（1426年4月8日））は、明代の学者・官僚。字は器之。本貫は莒州日照県。

## 生涯
経書や史書に広く通じ、『春秋』を最も得意とした。はじめ教授となり、事件に連座して遠方に流された。洪武末年、賢能として推薦され、寧波府知府に任じられた。靖難の変が起こり、燕王軍が長江に迫ると、王璡は戦艦を建造して建文帝を守ろうと図った。衛兵に捕縛されて南京に連行された。永楽帝に罪を問われず、釈放されて郷里に帰った。後に翰林院侍講・承直郎となった。
宣徳元年3月乙未（1426年4月8日）、死去した。

## 人物・逸話
- 王璡は夜の四鼓（午前2時ごろ）にろうそくを手に取って読書し、音読の声が署外に聞こえた。学課の諸生たちが訪れるようになり、読み習って怠ることがなかった。
- 王璡は寧波府内の淫祠を破壊したが、破壊した中に三皇祠が含まれており、ある人がこれに異議を唱えた。王璡は「祀るべきでない祠を淫といい、祀ることのできない祠を瀆という。ただ天子だけが三皇を祀ることができるので、士人や庶民は参加できない。破壊したことに何の疑義があろうか」といった。
- 王璡は倹約の生活を守っていた。ある日、供え物用の魚羹（魚のスープ）があったが、王璡はその妻に「おまえはわたしが草の根を食べたときのことを覚えているか」といい、命じてこれを埋めさせた。このため当時の人に「埋羹太守」と呼ばれた。
- 王璡は捕らえられて連行され、永楽帝に「戦艦を造ったのは何のためだ」と問われた。王璡は「海に浮かべて瓜洲に進み、軍の南渡を阻もうとしただけです」と答えた。